# Xenochrophis melanzostus
Xenochrophis melanzostus е вид влечуго от семейство Natricidae. Видът не е застрашен от изчезване.

## Разпространение
Разпространен е в Индонезия (Бали и Ява).